# KSRベンガルール-ダールワード・ヴァンデ・バーラト急行
KSRベンガルール-ダールワード・ヴァンデ・バーラト急行（英語: KSR Bengaluru–Dharwad Vande Bharat Express）は、インド鉄道の急行列車であるヴァンデ・バーラト急行の1つ。2023年から営業運転を開始した。

## 概要
2023年6月27日に設定され、翌6月28日から営業運転を開始した、長距離電車を使用するインド鉄道のヴァンデ・バーラト急行の1つ。大都市・ベンガルールのバンガロール・シティ駅とダールワードのダールワード駅の間、489 kmの区間を6時間30分かけて走行する。火曜日を除いた週6日に1往復が運行しており、使用される電車は8両編成である。

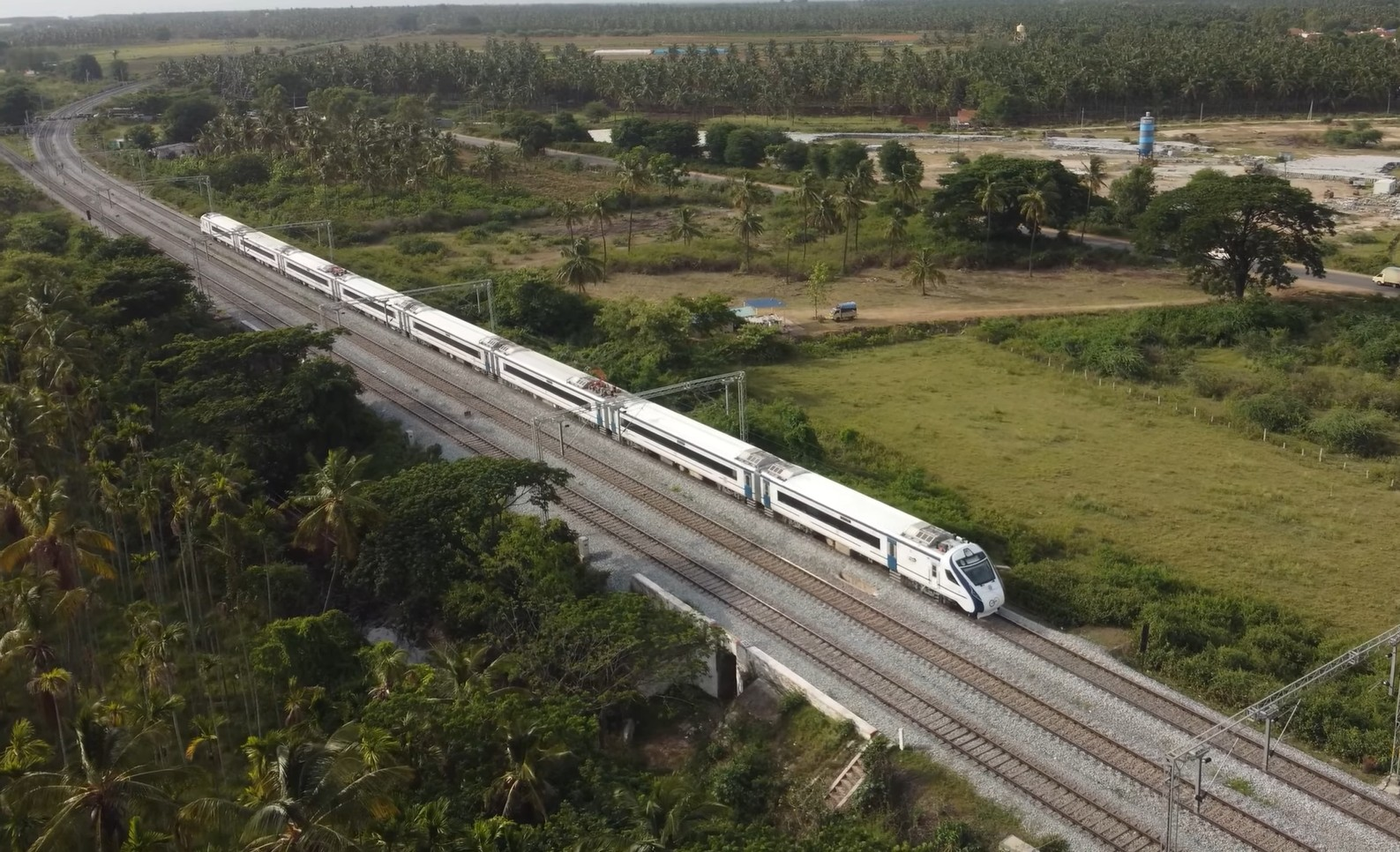
使用される8両編成の電車（2023年撮影）

## 今後の予定
KSRベンガルール-ダールワード・ヴァンデ・バーラト急行の導入が発表されて以降、ダールワード駅からベラガーヴィのベラガーヴィ駅まで走行区間を延伸する要望が相次ぎ、運行開始前の2022年の時点で将来的な延伸計画が発表されていた。2023年11月には同区間の試運転が実施され、ベラガーヴィ駅でも電化や水タンクの設置などヴァンデ・バーラト急行の乗り入れに向けた工事が行われたが、列車を運営する南西鉄道局から駅に停車可能な列車本数の問題や走行時間の長時間化といった課題が挙げられており、2024年時点で実現には至っていない。